# Alfred Baum
Alfred Baum (10 de febrero de 1952) es un deportista alemán que compitió para la RFA en piragüismo en la modalidad de eslalon. Ganó una medalla de bronce en el Campeonato Mundial de Piragüismo en Eslalon de 1971, en la prueba de K1 por equipos.

## Palmarés internacional
| Campeonato Mundial | Campeonato Mundial | Campeonato Mundial | Campeonato Mundial |
| Año                | Lugar              | Medalla            | Competición        |
| ------------------ | ------------------ | ------------------ | ------------------ |
| 1971               | Merano (Italia)    | Medalla de bronce  | K1 por equipos     |